# Buenaventura Yñiguez
Buenaventura Yñiguez (Sangüesa, 14 de juliol de 1840 - Sevilla, 12 d'abril de 1902) va ser un organista i compositor navarrès.
Deixeble de l'organista Evaristo Vallejos fins que després va estudiar a l'Escola Pia de Sos del Rei Catòlic i al seminari de Tudela, on aviat va destacar com a organista.
Al mateix seminari va exercir com a professor a més de director de la Schola Cantorum de Jaca, però aviat va marxar a estudiar al Conservatori de Madrid. Al 1865 es va fer amb la plaça de primer organista de la catedral de Sevilla, recomanat per Eslava, on aviat va adquirir gran reputació entre la crítica i el públic, especialment pels seus dots d'improvisació. Va pertànyer a la Reial Acadèmia de Londres, al Gran Cercle de Bellini en Catania i va ser president de la Unió Artística de Sevilla. Mereix especial esment també la seva obra teòrica, manifestada tant en el seu Mètode per a l'estudi de l'ogue, de 1871, com en El missal i el breviario de l'organista, de 1882, destinada a la formació litúrgic-musical. També va publicar un Mètode complet de cant pla (1871). Si d'una banda era un bon coneixedor de l'orgue de la seva època, també tenia bons criteris sobre la conservació dels instruments més antics.

## Obres[3]
De la seva producció musical, es conserva una trentena d'obres corals amb òrgan i orquestra, i algunes altres per a òrgan o altres instruments, incloent el txistu. Va compondre així mateix una simfonia, L'espanyola, i una òpera inèdita. Poden destacar-se un Et Deum a quatre veus amb òrgan i orquestra que va tenir un premi en L'Escorial, una Missa a vuit veus amb orquestra, un Invitatorio de difunts, el motet Norabuena ho vau parir, el seu Petit divertimento instrumental, i el seu Himne a la Concepció Puríssima